# Zila Ghaziabad
Zila Ghaziabad è un film del 2013 diretto da Anand Kumar.

## Trama
La storia narra la guerra tra bande nemiche,  avvenuta negli anni '80 a Ghaziabad. Il presidente Choudhary è un uomo corrotto che assolda il gangster Fauji per le sue malefatte. Successivamente i due vengono a muoversi battaglia per un affare di denaro. Il gangster rapisce i parenti del presidente e li uccide, mentre Choudhary vede suo fratello morto per la guerra, e ricorre a metodi spietati per combattere il nemico. Nel frattempo il poliziotto Singh ordisce una congiura contro Fauji per eliminare la scia di sangue che invade la città.

## Colonna sonora
1. Sukhwinder Singh, Chorus – Ye Hai Zila Ghaziabad – 5:22
2. Sonu Nigam, Shreya Ghoshal – Ranjha Jogi – 4:11
3. Sukhwinder Singh, Mika Singh, Mamta Sharma – Baap Ka Maal – 5:22
4. Mohit Chauhan & Tulsi Kumar – Tu Hai Rab Mera – 4:49
5. Sunidhi Chauhan, Shadaab Sabri & Chorus – Chhamiya No 1 – 4:32
6. Mika Singh, Anupama Raag – Baap Ka Maal [Rock Again] – 5:33